# Ångermanland
Ångermanland ist eine Landschaft in der schwedischen Region Norrland. Zu ihr gehören Teile der Verwaltungsbezirke Västernorrlands län, Jämtlands län und Västerbottens län, sie grenzt im Süden an die historische Provinz Medelpad, im Westen an Jämtland, im Norden an Lappland, im Nordosten an Västerbotten und im Osten an die Ostsee bzw. den Bottnischen Meerbusen. Der Name der Landschaft stammt vom altschwedischen Angermannaland, wobei anger für Bucht oder Fjord steht. Am 17. Juni 2015 wurde der Titel eines Herzogs von Ångermanland geschaffen und an Prinz Nicolas von Schweden, den Sohn von Prinzessin Madeleine, verliehen.

## Geographie
Die Ostseeküste ist hier stark gegliedert mit tief einschneidenden Buchten, an denen natürliche Häfen liegen. Vor der Küste liegt eine Vielzahl kleiner Inseln (Schären). Die Bergrücken sind stark verzweigt, und in den Tälern liegen viele langgestreckte Seen, von denen der Tåsjön mit etwa 40 Kilometern Länge und nur 3 Kilometern Breite der längste See ist, der vollständig in Ångermanland liegt. Die höchste Erhebung der Landschaft (Bunkfjället) ist mit 750 Metern Höhe relativ niedrig.
Die Hohe Küste am Bottnischen Meerbusen ist ein UNESCO-Welterbe. An diesem Küstenabschnitt werden Untersuchungen zur skandinavischen Landhebung gemacht. Das Land hebt sich hier pro Jahr um rund einen Zentimeter.
In der Nähe von Wasserläufen, vor allem beidseitig des Ångermanälven, gibt es nährstoffreiche Böden, die landwirtschaftlich genutzt werden. Auf den restlichen Flächen wächst Wald, der oft mit sumpfigen Stellen durchsetzt ist.

## Verschiedenes
Die Dialekte in Ångermanland bilden eine recht einheitliche Dialektgruppe, die nach Süden hin stark abgegrenzt ist. Nach Nordwesten reicht das Ångermanländische weit in das Gebiet von Sápmi, dem Siedlungsgebiet des Volkes der Samen, hinein.
Der bekannte Surströmming stammt aus Ångermanland, genauer von der Insel Ulvön.
In einem lang gestreckten Gebiet, das von der Ostseeküste etwa 100 Kilometer landeinwärts reicht, hat man mehrere Grabhügel aus der jüngeren Eisenzeit gefunden. Außerdem gibt es beim Ort Näsåker in der Gemeinde Sollefteå eine größere Sammlung von Steinritzungen.

## Landschaftssymbole
- Blume: Stiefmütterchen (lat. Viola tricolor)
- Tier: Biber (Castor fiber)
- Vogel: Grauspecht (Picus canus)
- Fisch: Maräne (Coregonus)